# 舊金山參事委員會
舊金山參事委員會（英語：San Francisco Board of Supervisors）是美國加利福尼亞州舊金山政府的參事委員會。

## 职权
美国旧金山市县自1856年起市县合一，是加利福尼亚州唯一的市县合一行政区。市长拥有行政权，而郡參事委員會同时也是旧金山市的市议会，掌握市县的立法权，负责表决市长提出的预算案，制定市政政策、法令和决议，协助市长任命官员。委员会下有11个选区，每个选区选出一名成员。委员会成员任期四年，可连任一次，但离任四年后可重新当选，其年薪超过110,000美元。

## 参見
- 參事委員會
- 遴選委員會
- 政府委員會

## 外部連結
- 官方网站